# Виленская археологическая комиссия
Ви́ленская археологи́ческая коми́ссия — научное и просветительское общество, действовавшее в Вильне в 1855—1865 годах.
Возникла благодаря либерализации в начале царствования Александра II Николаевича по инициативе группы виленских интеллектуалов во главе с графом Евстахием Тышкевичем. Он выступал в 1830—1840-х годах с идеей создания учёного общества и музея в Литве, где с ликвидацией виленской Медико-хирургической академии и переводом Духовной академии в Санкт-Петербург (1842) не осталось ни одного научного учреждения. С другой стороны, власти были заинтересованы в том, чтобы поставить под свой контроль деятельность патриотически настроенных энтузиастов изучения величественного и героического прошлого края.

## Учреждение
Идея воплотилась в 1855 году с созданием Музея древностей и Временной археологической комиссии. «Положение о Музеуме древностей и Временной археологической комиссии» утверждено императором 29 апреля (11 мая) 1855. Первое заседание комиссии состоялось 11 (23) января 1856 (в дальнейшем проходили, как правило, 11-го числа каждого месяца). Музей древностей открылся в стенах Виленского университета 17 (29) апреля 1856 года, в день рождения императора Александра II. В торжестве приняло участие около трёхсот человек — православный митрополит Литовский и Виленский Иосиф (Семашко), католический епископ Вацлав Жилинский, военные и гражданские чиновники с генерал-губернатором В. И. Назимовым во главе, учителя, артисты, купцы.
Целями музея и комиссии провозглашалось собирание «в одно целое древних книг, актов, рукописей, монет, медалей, оружия, надписей и снимков с оных, статуй и прочих предметов, относящихся к истории Западного края России», содействие «сохранению памятников древности», обеспечение возможности «воспользоваться ими к изучению края, не только в историческом, но и в торговом, промышленном, сельскохозяйственном и статистическом отношении». Широким задачам соответствовали разнообразие собраний музея, широкий диапазон деятельности комиссии и её состав.

## Состав
В первоначальный состав комиссии входили её председатель и попечитель Музея древностей граф Евстахий Тышкевич и 15 действительных членов «из местных писателей, снискавших известность учёными трудами своими по части истории, археологии и статистики здешнего края» — вице-председатель комиссии, историк и публицист, бывший член общества шубравцев Михал Балинский; учёный секретарь комиссии археограф Маурыцы Крупович; далее историк Теодор Нарбутт, писатель, автор книг по истории и этнографии Юзеф Игнацы Крашевский, прелат, переводчик актов виленского капитула на польский язык Мамерт Гербурт, историк, археограф, издатель документов по истории Литвы и Польши, в молодости филарет Миколай Малиновский, писатель Игнацы Ходзько, бывший профессор истории Виленского университета П. В. Кукольник, литератор, исследователь литовских древностей, издатель Адам Киркор, астроном М. М. Гусев, и другие; кроме того, 9 членов-сотрудников, «могущих содействовать обществу своими знаниями по части археологии и археографии» — врач, издатель «Виленского альбома» Ян Казимир Вильчинский, издатель и книготорговец Адам Завадский и др., также 18 членов-благотворителей, чьи единовременные пожертвования позволили приобрести «все необходимое для первоначального обзаведения и устройства помещения Музеума» — богатые и родовитые помещики граф Райнольд Тизенгауз, граф Мариан Чапский, граф Константин Тышкевич и другие; и, наконец, 8 почётных членов, «изъявивших готовность ежегодно уплачивать на надобности Музеума и Комиссии по 30 руб. сер.» — князь Николай Радзивилл, Константин Снитко и др. Членами АК стали скульптор Генрих Дмоховский, известный магнат и покровитель литовской словесности И. Огинский, общественный деятель, писатель епископ Мотеюс Валанчюс. Членом-сотрудником был избран ретавский учитель и агроном, издатель литовских календарей (включали помимо разнообразных сведений и практических образцы народной поэзии и произведения Д. Пошки, А. Страздаса, А. Баранаускаса) Лауринас Ивинскис. В деятельности комиссии принимал участие поэт Владислав Сырокомля (Людвик Кондратович), его ученик, друг, секретарь Винцент Коротынский, впоследствии варшавский журналист; Виктор Отан Калиновский; как знаток литовской мифологии в АК был принят просветитель Микалоюс Акелайтис.

## Деятельность
АК занималась не только собиранием «древностей» и исследованиями в области истории, но и природоведением, статистикой, экономикой. С 1858 года Тышкевич и его единомышленники предпринимали усилия преобразовать АК в учёное общество с отделениями археологии, археографии, естественных наук, статистики и экономики, с ещё более обширным полем деятельности; предполагалось чтение публичных лекций при каждом отделении. Дальняя цель заключалась в воссоздании высшего учебного заведения.
АК издала два выпуска своих записок, том археографического сборника, „Skarbiec dyplomatów papieskich, cesarskich, królewskich, książęcych...“ Игнацы Даниловича в двух томах, каталог музея, сборник статей по случаю посещения музея императором Александром II (1858). Она располагала фактически собственным издательством в виде типографии А. Киркора (основана в 1859; печаталась преимущественно научная и просветительская литература на польском, русском, литовском языках). Библиотека комиссии приближалась к 20 000 томам и должна была стать публичной, однако её открытие затягивалось из-за напряжённой политической ситуации в крае в 1861—1862 годах. Из-за поголовного ношения траура по убитым царскими властями в Варшаве пятерых манифестантов, начавшихся беспорядков, религиозно-патриотических манифестаций в августе 1861 года в Вильне, Гродно, Белостоке с уездами и в Ковенской губернии было введено военное положение. В связи с начавшимся в 1863 году восстанием деятельность АК приостанавливалась и вновь возобновлялась.

## Экспозиция

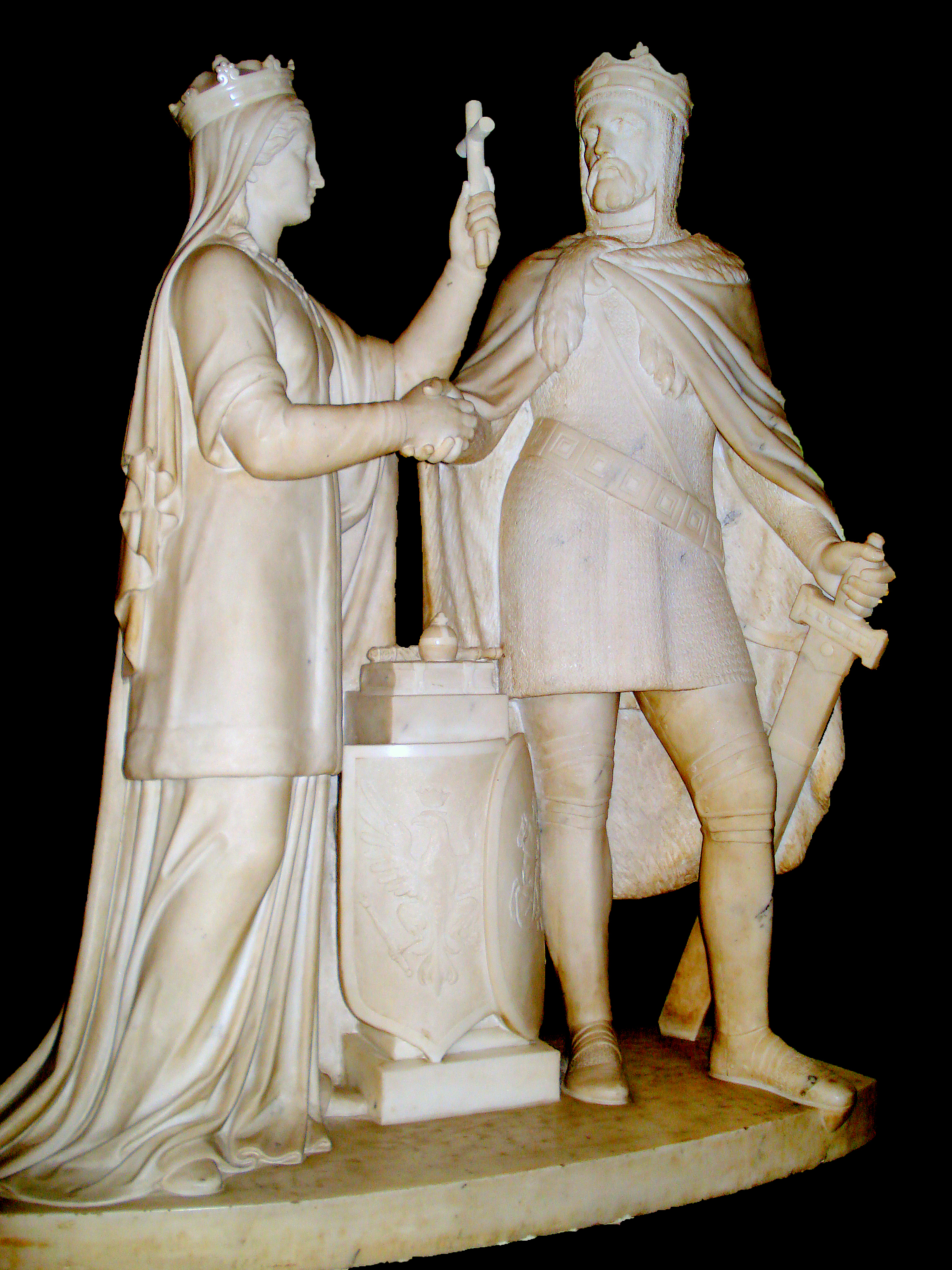
«Ягелло и Ядвига»

Основу Музея древностей составили богатые коллекции Тышкевича — свыше 2 000 предметов древности (каменные молоты, языческие идолы, старинное оружие и т. п.), библиотека (ок. 3 000 томов), собрание 3 000 монет и медалей, свыше 1 000 гравюр, географических карт, медных гравированных досок и т. д., а также остатки минералогического, зоологического, нумизматического кабинетов закрытого в 1832 году Виленского университета (хранились в действовавшей в стенах университета гимназии). Музей занимал три зала на трёх этажах центрального здания Виленского университета. Музей древностей был открыт для публики по воскресеньям с 12 до 16 часов. Он лишь отчасти отвечал своему названию: первый публичный музей в Литве включал в себя орнитологический кабинет, конхиологическую и минералогическую коллекции (свыше 15 000 чучел птиц и млекопитающих, препаратов, ископаемых костей; ок. 6 000 монет и медалей), а также обширное собрание картин, эстампов, скульптур (в 1859 137 живописных работ, 3 127 гравюр, 28 скульптур; в 1864 166 картин, 3 570 произведений графики, 44 скульптуры) при том, что в Вильне не было другого доступного публике собрания произведений изобразительного искусства. Экспозиция музея с портретами Стефана Батория, Тадеуша Костюшко, Адама Мицкевича использовалась для пропаганды патриотических идей. Например, с 1858 выставлена скульптура Оскара Сосновского «Ягелло и Ядвига», символизирующая объединение Литвы и Польши (ныне в вестибюле Библиотеки Академии наук Литвы) и напоминающая о Речи Посполитой.

## Ликвидация
При генерал-губернаторе М. Н. Муравьёве его сподвижник, новый попечитель Виленского учебного округа И. П. Корнилов предложил принять в комиссию ставленников властей — генерала В. Ф. Ратч, А. П. Столыпина, полковника П. О. Бобровского, православного священника Антония Пщолко. В июле 1864 года он распорядился передать часть коллекции минералов гимназии. В марте 1865 года М. Н. Муравьёв приказал передать коллекцию фортификационных моделей Виленскому юнкерскому училищу. В 1865 года образована Комиссия для разбора и приведения в известность и надлежащий порядок предметов, находящихся в виленском музеуме древностей. В выводах комиссии руководители Археологической комиссии обвинялись в сочувствии «польскому делу», попытках создания в музее «пантеона латинско-польской старины в крае» и пропаганде идеи восстановления литовско-польского государства. Тышкевич был вынужден отказаться от обязанностей председателя АК и попечителя Музея древностей. Вслед за этим они прекратили существование.
По инициативе М. Н. Муравьёва (декабрь 1863) в начале 1864 года была создана Комиссия для разбора и издания древних актов (Виленская археографическая комиссия). Часть коллекций музея была вывезена в Румянцевский музей, другая хранилась в помещении гимназии и затем использовалась в экспозиции музея при Виленской публичной библиотеке, частично вывезена при эвакуации в 1915 году, остатки попали в конце концов в Историко-этнографический музей Литовской ССР, ныне Национальный музей Литвы в Вильнюсе.